# Adrian Le Roy

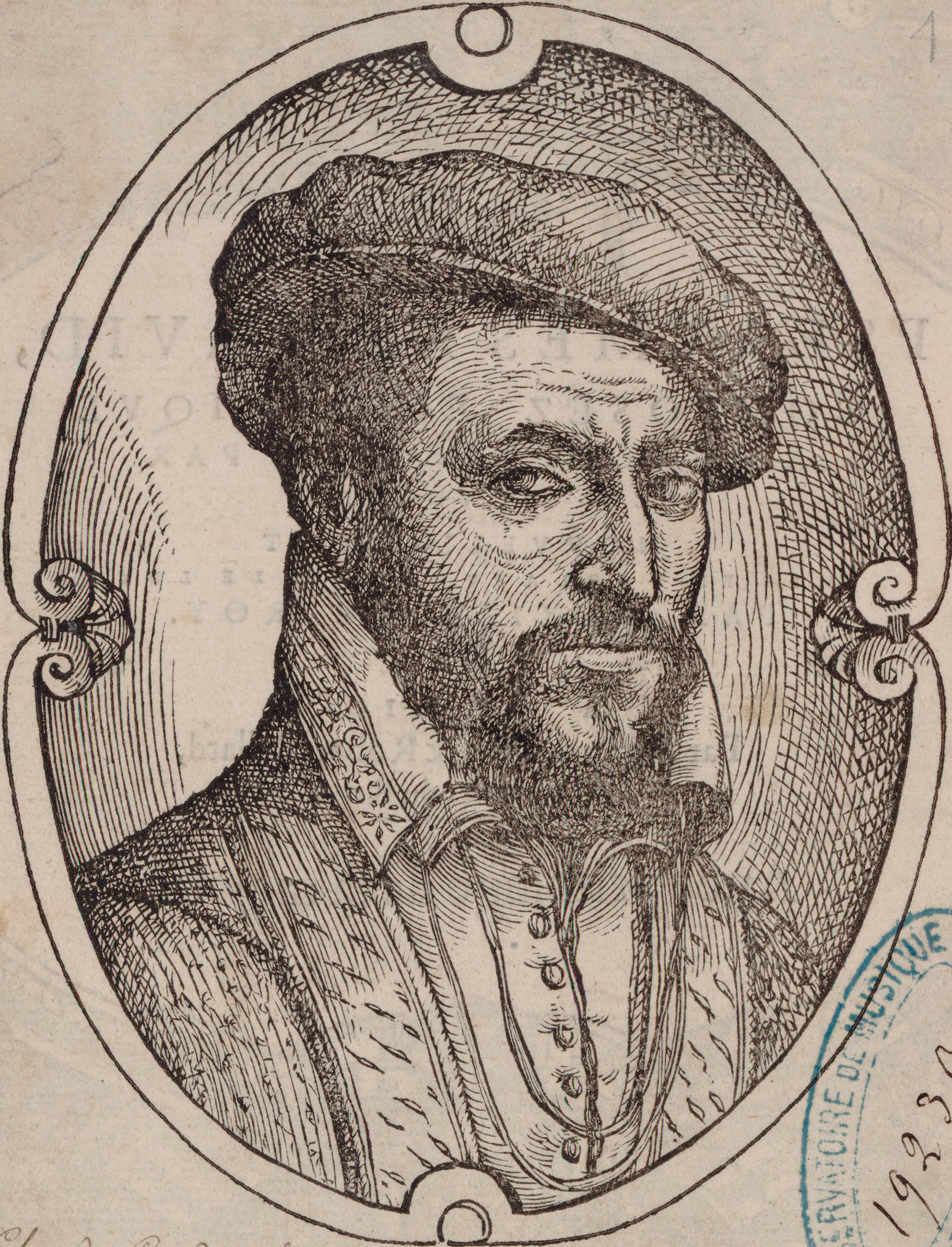
Adrian Le Roy (1567)

Adrian Le Roy, auch Adrien Le Roy (* um 1520 in Montreuil; † 1598 in Paris), war ein französischer Lautenist, Musikverleger und Komponist.

## Leben
Le Roy stammte aus einer Kaufmannsfamilie und gründete 1551 in Paris mit seinem Vetter Robert Ballard einen Musikverlag, als dessen musikalischer Leiter er fungierte und unter anderem Musik für die Laute in französischer Tabulatur veröffentlichte. Le Roy & Ballard erhielt am 16. Februar 1552 von König Henri II das Monopol für das Musikverlagsgeschäft, In kurzer Zeit gelangte er an die Spitze der Pariser Gesellschaft und begegnete in den Pariser Salons vielen anderen Künstlern seiner Zeit. Er verkehrte am Hof von König Karl IX. und war dort ein einflussreicher Berater in musikalischen Belangen. Auf diese Art und Weise hatte er erheblichen Einfluss auf den musikalischen Geschmack in Frankreich. Vermutlich geht der Begriff Air de Cour auf Le Roy zurück, der diese Bezeichnung für ein höfisches Lied im Vorwort einer Liedersammlung 1571 vorschlug.
Er war mit Orlando di Lasso befreundet und legte diesem nah, nach Paris zu kommen.
In den 1540er Jahren hatte er die Tochter des Pariser Verlegers Jean de Brouilly, Denise, geheiratet, seine Ehefrau verstarb aber schon in den 1560er Jahren.

## Veröffentlichungen
- Tabulature de Luth. Paris 1551 (in französischer Tabulatur, Exemplar in der Bayerischen Staatsbibliothek München).
- Premier Livre de Tabulature de Guiterre. 1551.
- Instruction de partir toute musique facilment en tablature de luth. 1563.